# FIFA 12
FIFA 12 — дев'ятнадцята за ліком футбольна гра із серії ігор FIFA. 27 вересня 2011 вийшла у США, 30 вересня 2011 — в Європі та Азії. Вперше версії гри для PC, PlayStation 3 і Xbox 360 було створено на основі єдиного програмного ядра з однаковим набором функцій .

## Нововведення гри FIFA 12

### Player Impact Engine
Основною зміною для FIFA 12 стало нове програмне ядро Player Impact Engine, що гарантує дотримання реальних законів фізики за будь-якої взаємодії гравців на полі. Гра забезпечує безліч природних і реалістичних варіантів результату будь-якого зіткнення. Тепер гравці зможуть вести природнішу боротьбу за м'яч і легше відновлюватимуть сили після легких зіткнень.

### Precision Dribbling
Нова система Precision Dribbling підвищує точність взаємодії з м'ячем під час гри на обмеженому просторі та надає гравцям більше часу на прийняття рішень під час атаки і додатковий контроль над ходом матчу.

### Tactical Defending
Система Tactical Defending повністю змінює оборонну тактику, роблячи однаково важливими і розстановку гравців, і перехоплення передач, і боротьбу за м'яч.

### Pro Player Intelligence
Поведінкою віртуальних гравців на полі відтепер керує система Pro Player Intelligence, що дає їм змогу самостійно ухвалювати рішення залежно від власних навичок і оцінювати сильні та слабкі сторони інших членів команди в будь-якій ситуації.

### Режим кар'єри
| Агрегатор  | Оцінка                 |
| ---------- | ---------------------- |
| Metacritic | 90 (Xbox 360) 90 (PS3) |

| Видання      | Оцінка |
| ------------ | ------ |
| 1Up.com      | A      |
| Eurogamer    | 9/10   |
| Famitsu      | 39/40  |
| GameTrailers | 9.3/10 |
| IGN          | 9.5/10 |

1. Користувач має змогу «звеличити» або «вибити з колії» суперника за допомогою обраних коментарів. У пресі буде опубліковано статтю, яка зможе вплинути на гравців, хоча, звичайно, цей ефект буде не настільки явним. Функція спілкування з пресою буде доступна тільки перед важливими матчами.
2. Збільшено різноманітність травм:
- реальні травми;
- можна повернути гравця до складу, навіть якщо він ще не до кінця залікував пошкодження.

3. Коментарі тепер відображатимуть ваш сезон, вони будуть переплетені зі сценаріями, щоб створити відчуття цілісності ситуації.
4. Вартість кожного гравця реалістичніша:
- потенціал тепер впливає на вартість гравця, деякі гравці будуть коштувати дорожче через їхній потенціал;
- ціни розподілено з метою відобразити стан речей на реальному трансферному ринку: воротарі і захисники коштуватимуть менше, ніж атакувальні гравці і т. д.;
- пропозиції, які гравець буде отримувати, набагато точніше відповідатимуть вартості гравця;
- пропозиції коливатимуться нижче і вище за вартість футболіста;
- з більшою часткою імовірності покупець зробить повторну пропозицію, якщо ви відхилили першу;
- ви можете виграти час на розгляд пропозиції, яка буде дійсною протягом кількох днів;
- пропозиції про купівлю не обмежуватимуться бюджетом;
- з'явиться можливість викупити трансфер гравця після закінчення оренди;
- вихід у вищий дивізіон буде винагороджуватися збільшенням трансферного бюджету;
- останній день трансферного вікна тепер винесено за межі звичайного трансферного періоду.

5. Останній день трансферного вікна — особливий. Вікно відкрито впродовж останніх 8 годин і клуби намагаються підписати гравців в останню мить. Завдяки цьому поспіху, деякі клуби, можливо, погодяться заплатити більше, щоб здобути цього гравця.
В останній день трансферного вікна меню режиму кар'єри повністю змінюється, стилізуючись під онлайн-трансляцію. У ньому можна здійснювати трансфери. Меню буде відображати загальну суму грошей, витрачених упродовж дня, так само як і кожен трансфер. Інформація оновлюватиметься в режимі реального часу.
6. Ви можете наймати до 3 скаутів:
- кожному скауту можна призначити свій регіон;
- можна давати скаутам завдання шукати по позиціях (CM, RW, ST і т. д.);
- початкові звіти скаутів будуть невизначеними, гравцеві доведеться відстежувати футболіста кілька разів, щоб одержати всю доступну інформацію;
- рейтинги буде включено до звітів, але їхня точність зростатиме з кожним новим звітом;
- якщо відстежувати гравця занадто довго, інший клуб може випередити вас і запропонувати йому контракт;
- щойно гравця підписано, його буде відправлено до академії, в якій ви зможете стежити за його розвитком.

7. Загалом буде 25 сценаріїв.

## Ліги
До FIFA 12 включено 29 офіційно ліцензованих ліг з 22 країн світу.
| - A-Ліга - Бундесліга - Англійська Прем'єр-Ліга - Чемпіонат футбольної ліги - Перша ліга - Друга ліга - Бельгійська Про Ліга - Серія А - Бундесліга - Друга Бундесліга - Суперліга - Ірландська Прем'єр-ліга - Прімера Дивізіон - Ліга Аделанте - Серія A | - Серія B - Прімера Дивізіон - Ередивізі - Тіппеліга - Екстракляса - Ліга Сагреш - Прем'єр-ліга - MLS - Прем'єр-ліга - Ліга 1 - Ліга 2 - Аллсвенскан - Швейцарська Суперліга - К-ліга |

Проти FIFA 11 у FIFA 12 не включено Турецьку Суперлігу і Чеську Гамбринус Лігу. Це, найімовірніше, пов'язано з недавніми корупційними скандалами в цих лігах .

## Команди «Іншого світу»
У FIFA 12, як і в попередніх серіях ігор, знайшла своє місце ліга «Інший Світ» (англ. «Rest of World»). До неї включено 12 команд:
- «АЕК»
- «Бока Хуніорс»
- «Галатасарай»
- «Кайзер Чіфс»
- «Олімпіакос»
- «Орландо Пайретс»
- «Панатінаїкос»
- «ПАОК»
- «Расинг»
- «Рівер Плейт»
- World XI — команда, до якої включено найкращих футболістів світу за версією EA Sports
- Classic XI — команда, до якої включено найкращих футболістів світу XX сторіччя за версією EA Sports

## Національні збірні
У грі представлено 42 національні збірні:
| - Аргентина - Австралія - Австрія - Бельгія - Бразилія - Камерун - Хорватія - Данія - Англія - Єгипет - Фінляндія - Франція - Німеччина - Греція - Угорщина - Італія - Південна Корея - Кот-д'Івуар - Колумбія - Ірландія - Португалія | - Мексика - Нідерланди - Північна Ірландія - Норвегія - Польща - Перу - Болгарія - Румунія - Росія - Шотландія - Словенія - ПАР - Іспанія - Швеція - Туреччина - США - Уругвай - Чилі - Швейцарія - Еквадор - Нова Зеландія |

Як порівнювати з FIFA 11, до FIFA 12 увійшли 5 нових національних команд: (Єгипет, Колумбія, Кот-д'Івуар, Перу, Чилі). Виключено з гри збірні Китаю та Чехії.

## Стадіони

### Ліцензовані стадіони
| #  | Стадіон            | Країна     | Прапор     | Команда                  |
| -- | ------------------ | ---------- | ---------- | ------------------------ |
| 1  | Альянц Арена       | Німеччина  | Німеччина  | Баварія Мюнхен 1860      |
| 2  | Амстердам Арена    | Нідерланди | Нідерланди | Аякс Збірна Нідерландів  |
| 3  | Енфілд             | Англія     | Англія     | Ліверпуль                |
| 4  | Ацтека             | Мексика    | Мексика    | Америка                  |
| 5  | Бі-Сі Плейс        | Канада     | Канада     | Ванкувер Уайткепс        |
| 6  | Камп Ноу           | Іспанія    | Іспанія    | Барселона                |
| 7  | Емірейтс (стадіон) | Англія     | Англія     | Арсенал                  |
| 8  | Етіхад             | Англія     | Англія     | Манчестер Сіті           |
| 9  | Нордбанк Арена     | Німеччина  | Німеччина  | Гамбург                  |
| 10 | Ювентус Стедіум    | Італія     | Італія     | Ювентус                  |
| 11 | Месталья           | Іспанія    | Іспанія    | Валенсія                 |
| 12 | Олд Траффорд       | Англія     | Англія     | Манчестер Юнайтед        |
| 13 | Олімпштадіон       | Німеччина  | Німеччина  | Герта                    |
| 14 | Парк де Пренс      | Франція    | Франція    | ПСЖ                      |
| 15 | Сан Сіро           | Італія     | Італія     | Мілан Інтер              |
| 16 | Сантьяго Бернабеу  | Іспанія    | Іспанія    | Реал Мадрид              |
| 17 | Зігналь-Ідуна-Парк | Німеччина  | Німеччина  | Боруссія                 |
| 18 | Жерлан             | Франція    | Франція    | Ліон                     |
| 19 | Сент-Джеймс Парк   | Англія     | Англія     | Ньюкасл Юнайтед          |
| 20 | Велодром           | Франція    | Франція    | Марсель                  |
| 21 | Стадіо Олімпіко    | Італія     | Італія     | Рома Лаціо Збірна Італії |
| 22 | Стемфорд Бридж     | Англія     | Англія     | Челсі                    |
| 23 | Фельтінс-Арена     | Німеччина  | Англія     | Шальке 04                |
| 24 | Вісенте Кальдерон  | Іспанія    | Іспанія    | Атлетіко Мадрид          |
| 25 | Вемблі             | Англія     | Англія     | Збірна Англії            |

### Інші стадіони
| - Akaaroa Stadium - Aloha Park - Arena D’oro - Country Park Arena - Court Lane - Eastpoint Arena - El Bombastico - El Medio - El Reducto - Estadio de las Artes - Estadio del Pueblo - Estadio Latino - Estadio Presidente G.Lopes - FLC Inglese - Forest Park Stadium |  | - Ivy Lane - O Dromo - Olimpico di Torino - Prateistvi Arena - Serie C1 Europa - Stade Kokoto - Stade Municipal - Stadio FIWC - Stadion 23. Maj - Stadion Europa - Stadion Hanguk - Stadion Neder - Stadion Olympik - Town Park - Union Park Stadium |

### Стадіони для тренування
| - Arena Africa - Arena North America - Arena South America - Arena Europe Meridionale |  | - Arena Europe Orientale - Arena Europe Centrale - Arena Regno Unito - Arena Asia |

## Демо-версія
Демо-версія гри була доступна:
- Для PC/Xbox 360: 13 вересня
- Для PlayStation 3: 14 вересня

## Доповнення

### UEFA Euro 2012
Доповнення для FIFA 12, яке потрібно буде завантажити. Доповнення випущено 24 квітня 2012 за ціною £15.99 ($25.43), 1800 Microsoft Points або 2500 FIFA points.

## Саундтрек
Офіційний саундтрек для FIFA 12 було анонсовано 12 вересня 2011 року. У грі представлено 39 музичних творів різноманітних жанрів виконавців із 15 різних країн.
| Треклист | Треклист                                | Треклист                           | Треклист   |
| #        | Назва                                   | Artist                             | Тривалість |
| -------- | --------------------------------------- | ---------------------------------- | ---------- |
| 1.       | «Open Your Eyes»                        | Alex Metric and Steve Angello      |            |
| 2.       | «Break The Spell»                       | All Mankind                        |            |
| 3.       | «Escapee»                               | Architecture In Helsinki           |            |
| 4.       | «So Tem Jogador»                        | Bloco Bleque / Gabriel o Pensador  |            |
| 5.       | «No Problem»                            | Chase & Status                     |            |
| 6.       | «Not In Love»                           | Crystal Castles and Robert Smith   |            |
| 7.       | «Hits Me Like a Rock»                   | CSS                                |            |
| 8.       | «Where I'm Going»                       | Cut Copy                           |            |
| 9.       | «Circles»                               | Digitalism                         |            |
| 10.      | «Latino & Proud»                        | DJ Raff                            |            |
| 11.      | «Bombay (Fresh Touch Dub Mix)»          | El Guincho                         |            |
| 12.      | «Sabor Tropical»                        | Empresarios                        |            |
| 13.      | «Call It What You Want»                 | Foster the People                  |            |
| 14.      | «Up Up Up»                              | Givers                             |            |
| 15.      | «The World Is Yours»                    | Glasvegas                          |            |
| 16.      | «Stare Into The Sun»                    | Graffiti6                          |            |
| 17.      | «Colours (Captain Cutz Remix)»          | Grouplove                          |            |
| 18.      | «Let Go»                                | Japanese Popstars                  |            |
| 19.      | «Switchblade Smiles»                    | Kasabian                           |            |
| 20.      | «El Buen Salvaje»                       | La Vida Bohème                     |            |
| 21.      | «Nightlight»                            | Little Dragon                      |            |
| 22.      | «Una Sola Voz»                          | Macaco                             |            |
| 23.      | «Verstrahlt»                            | Marteria / Yasha                   |            |
| 24.      | «The Phoenix Alive (Kris Menace Remix)» | Monarchy                           |            |
| 25.      | «Twisted Soul»                          | Pint Shot Riot                     |            |
| 26.      | «Got It All (This Can't Be Living Now)» | Portugal. The Man                  |            |
| 27.      | «The Big Bang»                          | Rock Mafia                         |            |
| 28.      | «Energy»                                | Spank Rock                         |            |
| 29.      | «Hold On»                               | The Chain Gang Of 1974             |            |
| 30.      | «Thousand Answers»                      | The Hives                          |            |
| 31.      | «City»                                  | The Medics                         |            |
| 32.      | «Punching in a Dream»                   | The Naked and Famous               |            |
| 33.      | «Machu Picchu»                          | The Strokes                        |            |
| 34.      | «Hands»                                 | The Ting Tings                     |            |
| 35.      | «Wreckin' Bar (Ra Ra Ra)»               | The Vaccines                       |            |
| 36.      | «Stargazer»                             | Thievery Corporation               |            |
| 37.      | «La Campana»                            | Tittsworth and Alvin Risk / Maluca |            |
| 38.      | «Will Do»                               | TV on the Radio                    |            |
| 39.      | «Drownin'»                              | Tying Tiffany                      |            |

## Обкладинки гри
Варіантів обкладинок гри — 12, кожну створено спеціально для однієї з 13 країн. На деяких присутній півзахисник мадридського «Реала», обличчя серії — Кака.
Варіанти обкладинок:
- /: Вейн Руні та Джек Вілшир[13];
- : Лукас Подольскі та Матс Гуммельс[14];
- : Вейн Руні, Джампаоло Паццині та Філіпп Мексес[15];
- : Нані та Кака[16]
- : Вейн Руні, Карім Бензема та Філіпп Мексес[17];
- : Жерард Піке та Хабі Алонсо[18];
- : Кака та Балаж Джуджак[19];
- : Кака та Василь Березуцький[20];
- : Кака, Вейн Руні та Тім Кегілл[21];
- : Вейн Руні та Якуб Блащиковський[22];
- : Валентин Штокер і Матс Гуммельс[23];
- /: Вейн Руні, Лендон Донован і Рафаель Маркес[24];